# Yuchen Xie
Yuchen Xie (China, 12 de mayo de 1996) es una atleta  especializada en la prueba de lanzamiento de disco, en la que consiguió ser campeona mundial juvenil en 2013.

## Carrera deportiva
En el Campeonato Mundial Juvenil de Atletismo de 2013 ganó la medalla de oro en el lanzamiento de disco, llegando hasta los 56.34 metros que fue récord de los campeonatos, por delante de la alemana Claudine Vita y su paisana china Liang Xinyun (bronce con 51.50 metros).